# Integralno jugoslavenstvo
Integralno jugoslavenstvo naziv je koji se od osnivanja Prve Jugoslavije koristio za ideološko i političko uvjerenje da svi Jugoslaveni čine jednu naciju, u kojoj treba nadići "plemenske podjele" na Srbe, Hrvate i Slovence. Pojam Jugoslavenski nacionalizam nešto je širi. Država treba biti strogo centralistički ustrojena kao monarhija na čelu s dinastijom Karađorđevića, a svi "separatizmi" odlučno suzbijeni, uključivo i mjere terora. (vidi članak ORJUNA.)
Ovu je koncepciju zastupala Demokratska stranka, osnovana 1919., a glavni ideolog bio je Svetozar Pribićević.

## Jugoslavenstvo do 1918. godine
U razdoblju od Ilirskog pokreta do formiranja Kraljevine SHS postojale su razlike u koncepcijama i oštri sukobi interesa, ali nije bilo nedvosmislene
polarizacije između hrvatske, srpske i jugoslavenske nacionalne ideje. Terminologija nije ujednačena: miješaju se termini "narod", "narodnost", "nacija", "pleme" i slični. 
Ante Starčević ubraja Slovence i Srbe u hrvatski narod i govori o Nemanjićima kao hrvatskoj dinastiji. Radićeva Hrvatska pučka seljačka stranka prihvaća da su Hrvati i Srbi "jedan narod", ali ističe da su oni razvili "posebne povijesne identitete" koji moraju biti poštovani. Stranka prava pod vodstvom Frana Folnegovića ujedinila se 1903. s jugoslavenski orijentiranom Neodvisnom narodnom strankom. Nova stranka, nazvana Hrvatska stranka prava, ulazi 1905. u Hrvatsko-srpsku koaliciju, koja prihvaća "narodno jedinstvo" Hrvata i Srba; ostaje nesigurno da li su i Slovenci uključeni. 
Postoje međutim razlike u tome da li to uključuje samo jedinstvo Južnih Slavena u okviru Habsburške monarhije, ili uključuje i Srbiju i Crnu Goru, pa i Bugarsku. Osim toga, sintagma "narodno jedinstvo" može se shvatiti ili tako, da se radi o jednom narodu, ili tako, da se radi o dva naroda koji se iz obostranog interesa ujedinjuju. (U drugom se smislu u doba Druge Jugoslavije koristila sintagma Bratstvo i jedinstvo.) Uz razlike u aktualnim interesima, koji dovode do povremenih oštrih sukoba između Hrvata i Srba (i naravno i do sukoba unutar oba naroda), latentan je sukob oko toga gdje će biti središte eventualno buduće zajedničke države: u Zagrebu ili u Beogradu.

## Polarizacija nacionalnih ideja
Razlike u nacionalnim koncepcijama, koje su tinjale, vode do oštre političke i ideološke polarizacije odmah nakon stvaranja Kraljevine SHS, kada se s jedne stane obnavlja Hrvatska stranka prava, sada s frankovačkom orijentacijom, a s druge stvara Demokratska stranka s programom "integralnog jugoslavestva". Ona pak odmah sklapa savez s velikosrpskom Narodnom radikalnom strankom protiv hrvatskih "separatista". U toj je stranci Prečanin Svetozar Pribićević bio žestoki ideolog, dok su srbijancki političari bili pragmatični i skloni kompromisu, ako tako mogu srušiti s vlasti Radikalnu stranku.

## Sukobi i pregovori s "federalistima"
Iako su politički sukobi između "integralista" i federalista bili oštri, uz nasilne ulične sukobe, tijekom 1920-ih godina postojao je i dijalog, snošljivost, pa i suradnja. Mnogi su vjerovali da je politički kompromis moguć. Stjepan Radić je tada govorio o Hrvatima, Srbima i Slovencima kao tri "plemena", otvarajući prostor za mogućnost da ih se smatra jednom "nacijom". Predsjednik Demokratske stranke Ljubo Davidović bio je sklon kompromisu. Nepomirljivi Svetozar Pribićević zbog toga istupa iz stranke i osniva Samostalnu demokratsku stranku.
Snažan udarac ovoj koncepciji zadao je spektakularan politički obrat Pribićevića 1927. godine. On postaje jednako tako žestok kritičar beogradskog centralizma kao što je ranije bio branitelj, prihvaća federalističke ideje i sklapa savez sa Stjepanom Radićem. Taj se savez, pod imenom Seljačko-demokratska koalicija, održao i nakon smrti obojice lidera (jedan ubijen, drugi protjeran), pod vodstvom Vladka Mačeka, sve do 1941.

## Integralistička diktatura
"Integralno jugoslavenstvo" proglašeno je službenom državnom doktrinom nakon uvođenja Šestosiječanjske diktature. S obzirom na to da je diktatura izazvala otpor u svim dijelovima zemlje i među svim političkim opcijama koje su postojale 1920-ih godina, raste nesnošljivost prema toj toj koncepciji. Demokratska stranka i druge srbijanske oporbene stranke prihvaćaju suradnju s HSS-om i federalističke zahtjeve, iako napetosti i dalje postoje. Maček je na parlamentarnim izborima 1935. i 1938. bio nositelj liste Ujedinjene opozicije. 
Značajni zastupnik integralnog jugoslavenstva bio je hrvatski filozof Vladimir Dvorniković, koji je 1939. objavio knjigu Karakterologija Jugoslavena. Jedan hrvatski nacionalist izrazio je pohvale njegovoj knjizi, rekavši da ona dokazuje upravo suprutno od onog što je autor želio: različitost jugoslavenskih naroda.

## Slom integralizma
Režim je konačno morao priznati slom "integralističkih" nastojanja, pa je 1939. godine došlo do Sporazum Cvetković-Maček i formiranja Banovine Hrvatske. U sljedećih godinu i pol dana, dok se u Europi vodi Drugi svjetski rat, rastu političke napetosti porastom aktivnosti političkih ekstremista: hrvatskih nacionalista, velikosrba i komunista (koji zastupaju federalističku koncepciju, kao i HSS). Koncepcija jedinstva jugoslavenske nacije doživjela je potpuni krah.